# Mercedes-Benz W123
La sigla W123 è la sigla di progetto di un'autovettura di fascia alta prodotta in più varianti di carrozzeria dalla tedesca Mercedes-Benz, dal gennaio 1976 alla fine del 1985. I primissimi esemplari sono stati però prodotti già nel dicembre dell'anno precedente, mentre le ultime versioni con carrozzeria station wagon uscirono di produzione all'inizio del 1986.

## Genesi del modello
Il progetto W123 venne avviato durante la prima metà degli anni settanta del secolo scorso. Obiettivo principale del progetto fu quello di realizzare una vettura in grado di sostituire degnamente la oramai anziana serie Strich-Acht, in listino dal 1968, e di migliorarne ulteriormente le doti di qualità costruttiva e di sicurezza per gli occupanti.
Tutti i lamierati e il telaio vennero sottoposti a trattamenti antiruggine, allo scopo di allungare la vita a ogni esemplare; tali procedimenti diedero effettivamente i loro frutti, se si pensa che all'inizio degli anni 2000, oltre 15 anni dopo l'uscita di produzione dell'ultima W123, risultavano circolanti ancora quasi i tre quarti dell'intera produzione. Gran parte dell'abitacolo è rivestito in finta pelle ad invecchiamento differenziato: le zone soggette maggiormente all'esposizione ai raggi solari sono rivestite di una finta pelle trattata in modo da resistere maggiormente all'invecchiamento rispetto a quelle che non lo saranno. Un altro aspetto che riguarda la qualità costruttiva sta nel fatto che le scocche delle W123 sono state saldate quasi esclusivamente da robots.
Altro requisito richiesto dai vertici Daimler-Benz per il nuovo modello fu quello di equipaggiarla con nuovi motori che consumassero di meno rispetto a quelli montati sulle W114 e W115.
Sul fronte sicurezza, oltre alla scocca con frontale e coda a deformazione programmata, vennero applicate altre soluzioni, come gli spinotti di sicurezza per la chiusura delle porte, la plancia rivestita in materiale morbido, lo sterzo a piantone collassabile con volante anch'esso morbido e le cinture di sicurezza con attacchi incorporati al sedile.
Il disegno della carrozzeria venne affidato all'équipe guidata da Bruno Sacco, da un anno responsabile del design presso la casa di Stoccarda.
La vettura definitiva venne presentata il 28 gennaio del 1976, ma già il mese prima fu avviata la produzione dei modelli 280 e 280E. Oltre a questi due modelli, la gamma d'esordio comprendeva anche la 200 e la 230.
Destinata a rimpiazzare nei listini della casa tedesca la serie W114/W115, la W123 venne prodotta in 2.717.898 esemplari prodotti (tra berlina, station wagon, coupé e limousine a passo lungo).

## La berlina
La linea della berlina, la prima ad essere presentata nel '76, era a tre volumi definiti con linee tese (come di moda negli anni settanta). Il frontale era caratterizzato da gruppi ottici a sviluppo orizzontale che la rendevano simile alla contemporanea serie W116. Tali gruppi ottici erano caratterizzati su quasi tutta la gamma (ad eccezione delle 280 e 280E) dai fari circolari sdoppiati racchiusi sotto una carenatura di vetro. Il motivo dei fari circolari sdoppiati sarebbe tornato vent'anni dopo, anche se profondamente rivisto, sulla Classe E W210. Anche il disegno dei fari posteriori, sempre a sviluppo orizzontale e con le tipiche "scanalature" longitudinali, è ispirato all'ammiraglia W116. Nella vista laterale la linea di cintura è piuttosto alta rispetto agli standard dell'epoca e trova un suo naturale prolungamento nel baule posteriore.
Dal punto di vista della sicurezza c'erano anche la struttura dell'abitacolo rinforzata, le portiere anti intrusione e la pedaliera con snodo di sicurezza. Una particolare soluzione fu quella adottata per il comando del freno di stazionamento, che non era a mano bensì a pedale. Tale soluzione sarebbe stata utilizzata anche sui modelli Mercedes-Benz successivi.
L'impostazione meccanica era classica: motore anteriore longitudinale, trazione posteriore, avantreno McPherson, retrotreno a bracci oscillanti, sterzo a circolazione di sfere, freni a disco sulle quattro ruote e cambio manuale a 4 rapporti o, a richiesta, cambio manuale a 5 rapporti (riduzione del numero di giri motore di circa il 15%) o automatico a 3 rapporti.
Molto ampia la scelta di motori a benzina o diesel a 4, 5 o 6 cilindri in linea con cilindrate comprese tra i 2 ed i 3 litri.

### La gamma a benzina
Al momento del debutto la gamma delle W123 a benzina includeva due unità quadricilindriche in linea monoalbero a carburatore monocorpo (di 1988 e 2307 cm³, con potenze, rispettivamente di 94 e 109CV), sigla m102 e due 6 cilindri in linea bialbero di 2746 cm³, uno con alimentazione a carburatore a doppio corpo (156 CV) e l'altro ad iniezione meccanica Bosch (177 CV).
La denominazione del modello era data, come tradizione, dalla cilindrata del motore divisa per 10 seguita, nel caso di alimentazione a iniezione, da una E. Le 280 e 280E erano distinguibili per il profilo cromato (anziché nero) sotto le luci posteriori, le prese d'aria sotto i tergicristalli non più nere ma in plastica cromata, per i fari anteriori rettangolari (sotto il vetro di protezione) anziché circolari e per i paraurti "avvolgenti" ovvero senza le 2 modanature in gomma presenti nelle motorizzazioni più piccole. Tutti i propulsori, seppur rivisti e corretti, derivavano da quelli della precedente W114/115. Nell'aprile del 1976, due mesi dopo la presentazione, venne introdotta la 250, dotata del 2.5 M123 a carburatore in grado di erogare 129 CV.
Nel 1980 i motori a 4 cilindri vennero completamente rinnovati: il 2 litri della 200 passò da 94 a 109 CV, grazie a numerose modifiche (fra cui un incremento di cilindrata a 1997 cm³ e alla testata non più in ghisa ma in alluminio), mentre nacque la 230E, dotata dello stesso motore della 200, ma con l'alimentazione a iniezione meccanica e un incremento della cilindrata 2299 cm³, la potenza crebbe a 136 CV. Contemporaneamente la 250 ricevette un nuovo carburatore che ne incrementò la potenza a 140 CV.
Nel 1981 la 230 e la 280 a carburatori vennero tolte di produzione, mentre nel 1982 un leggero restyling interessò il frontale (fari rettangolari su tutte le versioni), l'interno (nuova consolle centrale, pannelli porta ridisegnati, rivestimenti arricchiti). La potenza delle 280E crebbe a 185 CV. Nella stessa occasione, venne introdotto come optional a pagamento uno dei primi airbag in Europa, in questo caso solo per il lato guida e l'ABS venne offerto come optional su tutte le versioni.
La W123 berlina uscì di listino nel corso del 1985, sostituita dalla W124. Le ultime versioni avevano il cambio a 5 marce ed uscirono di produzione nel mese di dicembre.

### La gamma diesel

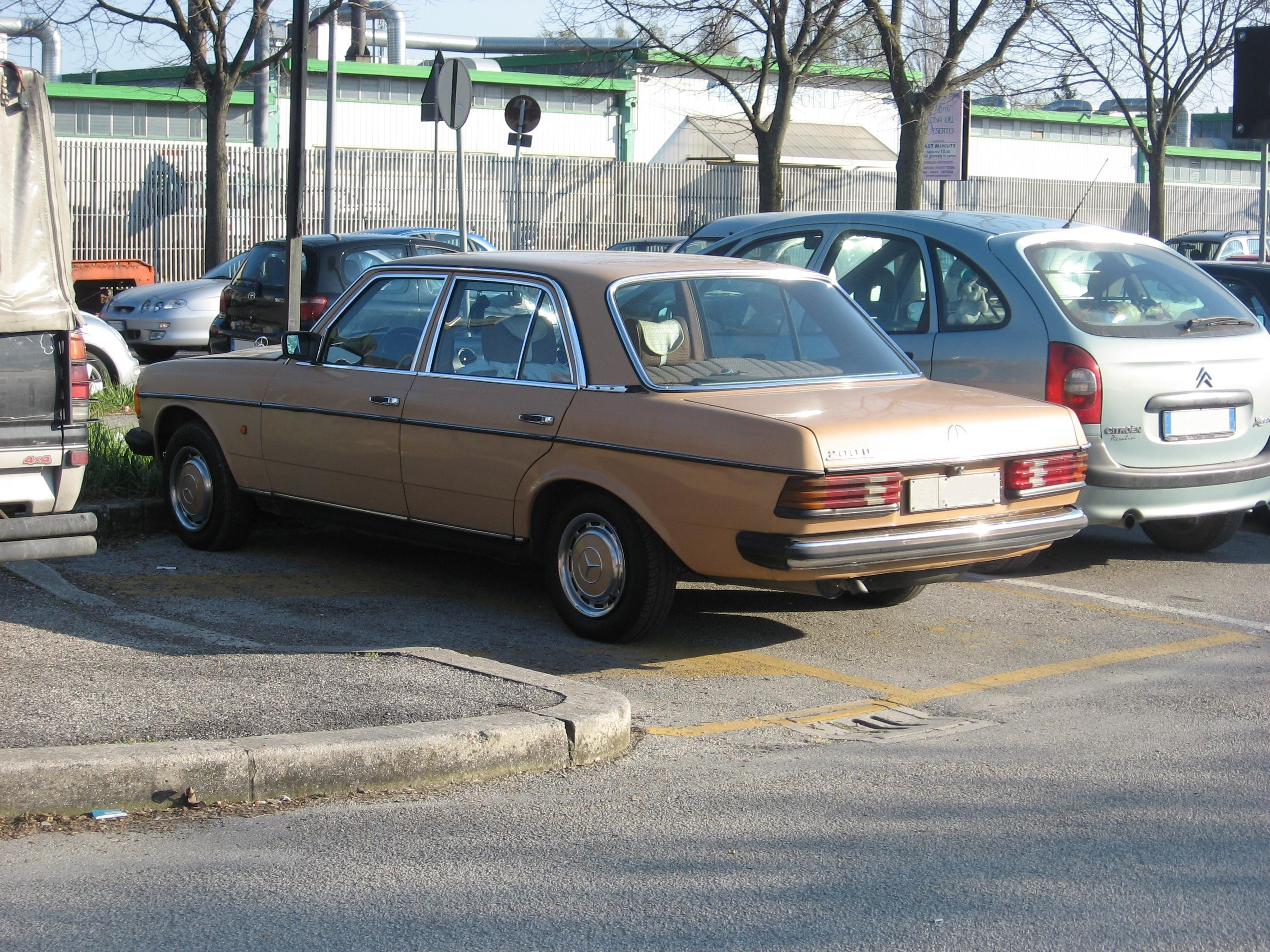
Una Mercedes-Benz 200D W123

Già al momento del debutto la W123 offriva un ampio assortimento di motori a gasolio, composto da propulsori a 4 e 5 cilindri in linea, con distribuzione monoalbero in testa, derivati da quelli delle W114/115.
Anche in questo caso, la denominazione del modello era data dalla cilindrata del motore divisa per 10 seguita da una D, che indicava il motore Diesel.
La gamma s'articolava nelle versioni 200D (1988 cm³, 55cv), 220D (2197 cm³, 60cv) e 240D (2404 cm³, 65cv) a 4 cilindri e 300D (3005 cm³, 80cv) a 5 cilindri.
Le berline diesel subirono, nel corso degli anni, gli stessi aggiornamenti estetici, tecnici e agli interni delle versioni a benzina.
Nel 1978 i motori della 240D e della 300D vennero rinnovati e passarono da 65 a 72 CV e da 80 ad 88 CV. La 300D vide anche una lievissima riduzione della cilindrata, passata da 3005 a 2998 cm³.
Nel 1979, anche la 200D conobbe un incremento di potenza, passando da 55 a 60 CV, mentre la 220D, che non venne nel frattempo aggiornata, fu tolta di produzione.
Nell'agosto del 1981, per gli USA e l'Italia, venne introdotta la 300D Turbodiesel, che in Italia arriverà solo in versione station wagon. Questo modello è in pratica la prima Mercedes-Benz turbodiesel europea e monta il 3 litri da 2998 cm³ della 300D, ma con turbocompressore che ne aumenta la potenza fino a 125 CV. Si tratta anche dell'unico modello della serie W123 ad essere disponibile con cambio automatico di serie, in questo caso a 4 rapporti. Per questo modello non erano previste in opzione altre varianti di trasmissione.
La produzione delle W123 diesel terminò assieme a quella delle versioni a benzina nel corso del 1985: la prima, in aprile, fu la 200D, seguita dalla 300D Turbodiesel nel mese di agosto. A novembre, tutte le altre berline a gasolio seguirono la sorte delle "colleghe" a benzina.

## La station wagon

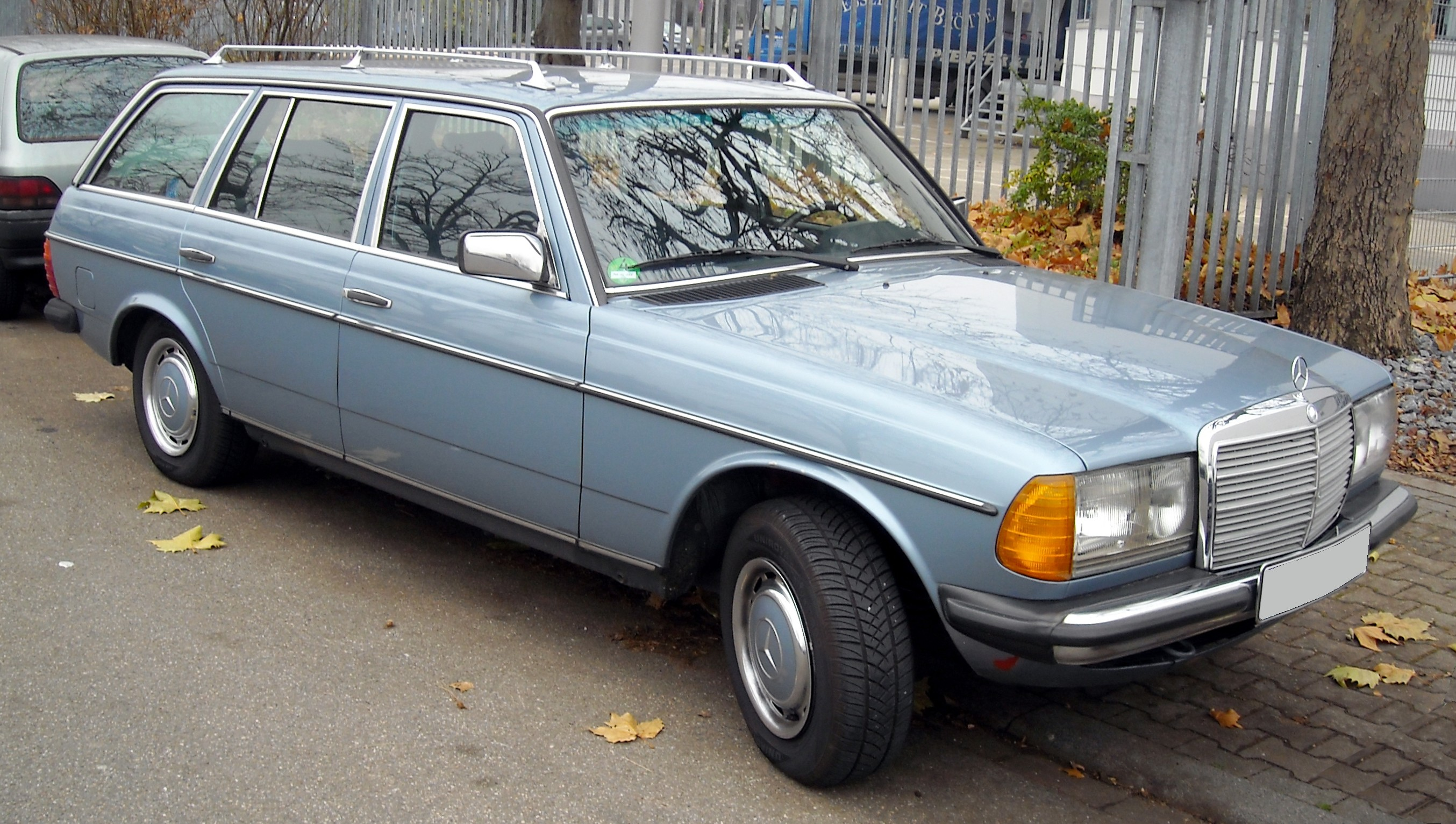
La versione Station wagon

Nel settembre del 1977 la Mercedes presentò la sua prima station wagon ufficiale (prima c'erano state solo le W110 Universal costruite da carrozzerie esterne su richiesta): la W123 T (dove T stava per Transporter).
Lunga come la berlina, di cui conservava la meccanica (motori compresi), era disponibile fin dall'esordio in un'ampia serie di varianti, stessi criteri della berlina per quanto riguardava le denominazioni di ogni modello.
La commercializzazione fu avviata nel maggio del 1978, inizialmente la gamma era composta dai modelli: 230 T, 250T e 280TE per quanto riguardava le versioni a benzina e 240TD e 300TD per le versioni a gasolio, per tutte era disponibile a richiesta un divanetto supplementare installato contromarcia nel bagagliaio che poteva ospitare 2 bambini e portava a 7 il numero di passeggeri trasportabili.
Le station wagon subirono, nel corso degli anni, gli stessi aggiornamenti estetici, tecnici e agli interni delle berline.
Nel 1980 la gamma s'arricchì della variante 200 T (1997 cm³, 109cv), mentre la 230 TE (2299 cm³, 136cv) prese il posto della 230 T. Nel 1981 venne introdotta la 300 TD Turbodiesel (2998 cm³, 125 cv) e venne tolta di produzione la 250T.
Nonostante le prime perplessità, la W123 giardinetta (o S123 o W123T) riscosse un buon successo, ed il merito andava non solo all'esemplare qualità costruttiva, comune peraltro a tutte le W123, e neppure solo alla meccanica a prova di bomba, ma soprattutto grazie alla notevole capacità di carico, che grazie al divano posteriore abbattibile poteva arrivare a ben 1500 litri!
La W123 T rimase in produzione fino al gennaio del 1986: già l'anno precedente era stata introdotta l'omologa versione della W124.

## La coupé

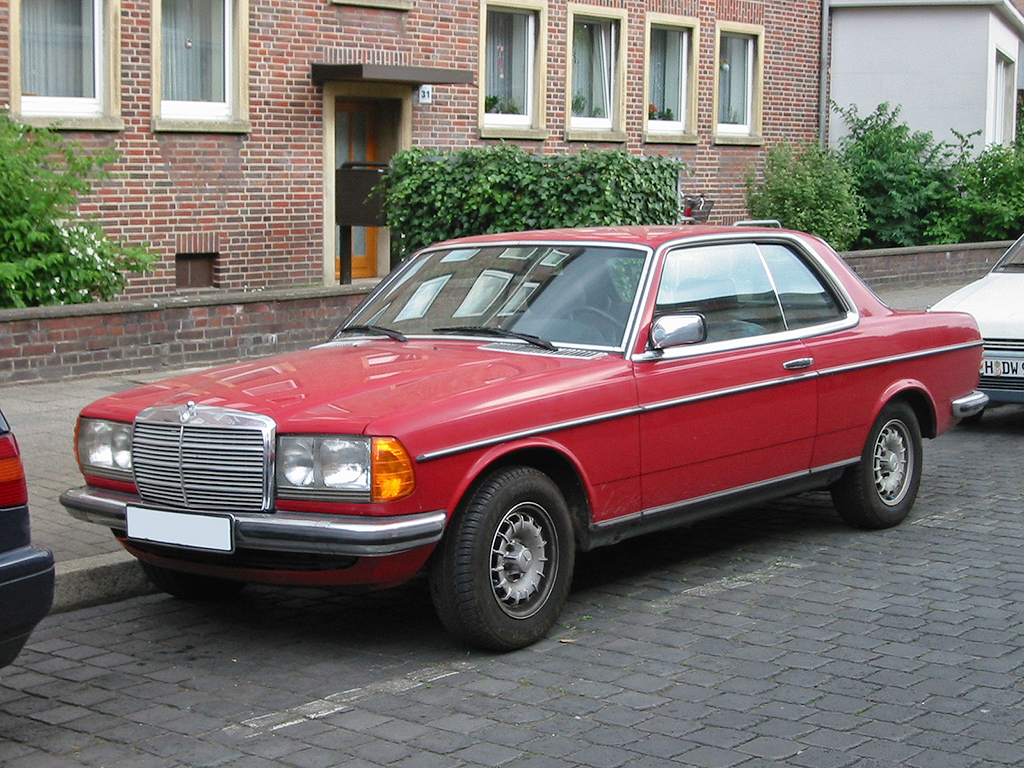
La versione Coupé

Nel 1977 venne presentata la versione coupé, ottenuta accorciando il passo della berlina di 8.5 cm ed eliminandone il montante centrale. Le portiere erano senza cornici superiori, mentre il padiglione era più basso ed il lunotto leggermente più avvolgente. La coda ed il frontale erano invece pressoché identici alle altre configurazioni di carrozzeria.
La denominazione del modello seguiva gli stessi criteri delle altre versioni, ma in questo caso era seguita da una C e, nel caso di alimentazione a iniezione, anche da una E.
Al momento del debutto erano disponibili le versioni 230 C (2307 cm³, 109cv), 280C (2746 cm³, 156cv) e 280CE (2746 cm³, 177cv). Non erano quindi previsti i motori da 2 e da 2.5 litri. Il resto della meccanica ricalcava il resto della gamma W123.
Per il solo mercato USA vennero proposte, su questa carrozzeria, le versioni 300 CD, sostituita in seguito dalla più brillante 300 CD Turbodiesel, entrambe dotate del 5 cilindri Diesel 3 litri, rispettivamente aspirato e sovralimentato. Motivo principale fu la necessità di diminuire il "consumo di flotta" - il consumo medio calcolato sull'intera gamma di un costruttore - per poter ottenere l'omologazione dei modelli più assetati e, di conseguenza, inquinanti.
Le coupé subirono, nel corso degli anni, gli stessi aggiornamenti estetici, tecnici e agli interni delle altre W123.
Dal 1980 la gamma venne ridotta alle sole 230CE (2299 cm³, 136cv) e 280CE (2746 cm³, 185cv).
Le W123 coupé uscirono di listino nell'agosto del 1985 e vennero rimpiazzate un anno dopo dalla W124 coupé.

## La versione limousine

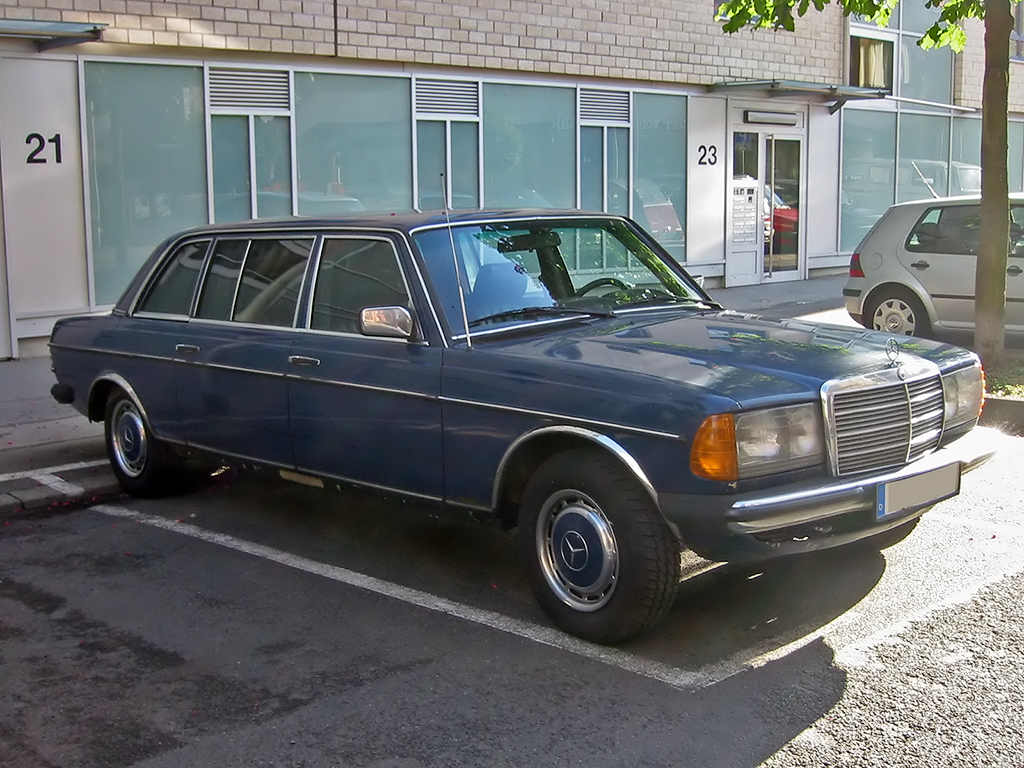
Una W123 limousine a passo lungo (o V123)

Della W123 venne offerta anche la versione L (limousine o anche Lang - passo lungo), utilizzata principalmente come taxi e auto di rappresentanza. Tale versione era in pratica la berlina con interasse allungato di 63 cm. La lunghezza complessiva della limousine completa raggiungeva così 5.355 m contro 4.725 m della normale berlina. Questo telaio si adattava inoltre alle trasformazioni quali ambulanza, veicolo per funerali ecc, e infatti vennero realizzati spesso dei telai di W123 allungata (o V123) da allestire secondo le richieste del committente.
In generale, la versione limousine era disponibile nei seguenti modelli: 250 Lang, 240D Lang e 300D Lang. Si sa però di 371 telai allungati con motore da 2.8 litri ad iniezione (la 280E lang). Quest'ultima variante non era in vendita nel mercato interno.
Le V123 vennero prodotte dal 1977 al 1985 complessivamente in 20.720 esemplari, di cui 7.020 autotelai nudi e 13.700 limousine complete.

## Caratteristiche tecniche e dati di produzione
| Modello                     | Telaio             | Motore              | Cilindrata         | Alimentazione           | Potenza (CV/rpm)   | Coppia (Nm/rpm)    | Massa a vuoto      | Velocità massima (Km/h) | 0–100 km/h(s)      | Consumo medio (l/100 km) | Anni di produzione | Esemplari prodotti |
| Versioni a benzina          | Versioni a benzina | Versioni a benzina  | Versioni a benzina | Versioni a benzina      | Versioni a benzina | Versioni a benzina | Versioni a benzina | Versioni a benzina      | Versioni a benzina | Versioni a benzina       | Versioni a benzina | Versioni a benzina |
| --------------------------- | ------------------ | ------------------- | ------------------ | ----------------------- | ------------------ | ------------------ | ------------------ | ----------------------- | ------------------ | ------------------------ | ------------------ | ------------------ |
| 200                         | 123.020            | M115V20 (115.938)   | 1988               | Carburatore             | 94/4800            | 158//3000          | 1.340              | 160                     | 15"2               | 12.3                     | 02/76-08/80        | 158.772            |
| 200                         | 123.220            | M102V20 (102.920)   | 1997               | Carburatore             | 109/5200           | 170/3000           | 1.350              | 168                     | 14"4               | 10.2                     | 09/80-11/85        | 217.315            |
| 230                         | 123.023            | M115V23 (115.954)   | 2307               | Carburatore             | 109/4800           | 186/2500           | 1.350              | 170                     | 13"7               | 12.2                     | 02/76-08/80        | 196.185            |
| 230E                        | 123.223            | M102E23 (102.980)   | 2299               | Iniezione               | 136/5100           | 205/3500           | 1.360              | 180                     | 11"5               | 10.4                     | 07/80-11/85        | 245.876            |
| 250                         | 123.026            | M123V25 (123.920)   | 2525               | Carburatore             | 129/5500           | 196/3500           | 1.410              | 185                     | 11"3               | 12.8                     | 04/76-08/79        | 117.684            |
| 250                         | 123.026            | M123V25 (123.921)   | 2525               | Carburatore             | 140/5500           | 200/3500           | 1.410              | 185                     | 11"3               | 12.8                     | 09/79-09/81        | 117.684            |
| 250                         | 123.026            | M123V25 (123.921)   | 2525               | Carburatore             | 140/5500           | 200/3500           | 1.410              | 185                     | 11"3               | 11.7                     | 10/81-12/85        | 117.684            |
| 280                         | 123.030            | M110V28 (110.923)   | 2746               | Carburatore             | 156/5500           | 223/4000           | 1.455              | 190                     | 10"6               | 13.8                     | 12/75-07/81        | 33.206             |
| 280E                        | 123.033            | M110E28 (110.984)   | 2746               | Iniezione               | 177/6000           | 234/4500           | 1.475              | 200                     | 9"9                | 13.3                     | 12/75-03/78        | 126.004            |
| 280E                        | 123.033            | M110E28 (110.988)   | 2746               | Iniezione               | 185/5800           | 240/4500           | 1.475              | 200                     | 9"9                | 13.3                     | 04/78-09/81        | 126.004            |
| 280E                        | 123.033            | M110E28 (110.988)   | 2746               | Iniezione               | 185/5800           | 240/4500           | 1.475              | 200                     | 9"9                | 12                       | 10/81-12/85        | 126.004            |
| Versioni diesel             |                    |                     |                    |                         |                    |                    |                    |                         |                    |                          |                    |                    |
| 200D                        | 123.120            | OM615D20 (615.940)  | 1988               | Iniezione con precamera | 55/4200            | 113/2400           | 1.390              | 130                     | 31"                | 8.9                      | 02/76-01/79        | 378.138            |
| 200D                        | 123.120            | OM615D20 (615.940)  | 1988               | Iniezione con precamera | 60/4400            | 113/2500           | 1.390              | 135                     | 27"4               | 8.9                      | 02/79-04/85        | 378.138            |
| 220D                        | 123.126            | OM615D22 (615.941)  | 2197               | Iniezione con precamera | 60/4200            | 126/2400           | 1.380              | 135                     | 28"1               | 9                        | 02/76-03/79        | 56.736             |
| 240D                        | 123.123            | OM616D24 (616.916)  | 2404               | Iniezione con precamera | 65/4200            | 137/2400           | 1.395              | 138                     | 24"6               | 9.3                      | 02/76-07/78        | 449.780            |
| 240D                        | 123.123            | OM616D24 (616.912)  | 2399               | Iniezione con precamera | 72/4400            | 137/2400           | 1.395              | 143                     | 22"                | 9.3                      | 08/78-09/81        | 449.780            |
| 240D                        | 123.123            | OM616D24 (616.912)  | 2399               | Iniezione con precamera | 72/4400            | 137/2400           | 1.395              | 143                     | 22"                | 8.9                      | 10/81-11/85        | 449.780            |
| 300D                        | 123.130            | OM617D30 (617.912)  | 3005               | Iniezione con precamera | 80/4000            | 172/2400           | 1.450              | 148                     | 19"9               | 9.9                      | 02/76-08/79        | 324.718            |
| 300D                        | 123.130            | OM617D30 (617.912)  | 2998               | Iniezione con precamera | 88/4400            | 172/2400           | 1.450              | 155                     | 17"8               | 9.9                      | 09/79-09/81        | 324.718            |
| 300D                        | 123.130            | OM617D30 (617.912)  | 2998               | Iniezione con precamera | 88/4400            | 172/2400           | 1.450              | 155                     | 17"8               | 9.3                      | 10/81-11/85        | 324.718            |
| 300D Turbodiesel (solo USA) | 123.133            | OM617D30A (617.952) | 2998               | Iniezione con precamera | 121/4350           | 230/2400           | 1.625              | 165                     | 14"                | 9.9                      | 08/81-09/82        | 75.261             |
| 300D Turbodiesel (solo USA) | 123.133            | OM617D30A (617.952) | 2998               | Iniezione con precamera | 125/4350           | 250/2400           | 1.625              | 170                     | 14"                | 9.9                      | 10/82-08/85        | 75.261             |

| Modello                                | Telaio             | Motore              | Cilindrata         | Alimentazione           | Potenza (CV/rpm)   | Coppia (Nm/rpm)    | Massa a vuoto      | Velocità massima (Km/h) | 0–100 km/h(s)      | Consumo medio (l/100 km) | Anni di produzione | Esemplari prodotti |
| Versioni a benzina                     | Versioni a benzina | Versioni a benzina  | Versioni a benzina | Versioni a benzina      | Versioni a benzina | Versioni a benzina | Versioni a benzina | Versioni a benzina      | Versioni a benzina | Versioni a benzina       | Versioni a benzina | Versioni a benzina |
| -------------------------------------- | ------------------ | ------------------- | ------------------ | ----------------------- | ------------------ | ------------------ | ------------------ | ----------------------- | ------------------ | ------------------------ | ------------------ | ------------------ |
| 200 T                                  | 123.280            | M102V20 (102.920)   | 1997               | Carburatore             | 109/5200           | 170/3000           | 1.470              | 168                     | 15"3               | 10.4                     | 11/80-01/86        | 18.860             |
| 230 T                                  | 123.083            | M115V23 (115.954)   | 2307               | Carburatore             | 109/4800           | 186/2500           | 1.470              | 170                     | 14"4               | 12.2                     | 05/78-04/80        | 6.884              |
| 230 TE                                 | 123.283            | M102E23 (102.980)   | 2299               | Iniezione               | 136/5100           | 205/3500           | 1.480              | 180                     | 12"2               | 10.5                     | 04/80-09/81        | 42.284             |
| 250 T                                  | 123.086            | M123V25 (123.920)   | 2525               | Carburatore             | 129/5500           | 196/3500           | 1.510              | 185                     | 11"9               | 12.8                     | 05/78-08/79        | 7.704              |
| 250 T                                  | 123.086            | M123V25 (123.921)   | 2525               | Carburatore             | 140/5500           | 200/3500           | 1.510              | 185                     | 11"9               | 12.8                     | 09/79-09/81        | 7.704              |
| 250 T                                  | 123.086            | M123V25 (123.921)   | 2525               | Carburatore             | 140/5500           | 200/3500           | 1.510              | 185                     | 11"9               | 11.7                     | 10/81-08/82        | 7.704              |
| 280 TE                                 | 123.093            | M110E28 (110.984)   | 2746               | Iniezione               | 177/6000           | 234/4500           | 1.560              | 200                     | 10"2               | 13.1                     | 05/78-08/78        | 19.789             |
| 280 TE                                 | 123.093            | M110E28 (110.988)   | 2746               | Iniezione               | 185/5800           | 240/4500           | 1.560              | 200                     | 10"2               | 13.1                     | 09/78-09/81        | 19.789             |
| 280 TE                                 | 123.093            | M110E28 (110.988)   | 2746               | Iniezione               | 185/5800           | 240/4500           | 1.560              | 200                     | 10"2               | 12                       | 10/81-01/86        | 19.789             |
| Versioni diesel                        |                    |                     |                    |                         |                    |                    |                    |                         |                    |                          |                    |                    |
| 240 TD                                 | 123.183            | OM616D24 (616.912)  | 2399               | Iniezione con precamera | 72/4400            | 137/2400           | 1.515              | 138                     | 25"8               | 9.6                      | 05/78-09/81        | 38.903             |
| 240 TD                                 | 123.183            | OM616D24 (616.912)  | 2399               | Iniezione con precamera | 72/4400            | 137/2400           | 1.515              | 143                     | 23"2               | 8.9                      | 10/81-01/86        | 38.903             |
| 300 TD                                 | 123.190            | OM617D30 (617.912)  | 3005               | Iniezione con precamera | 80/4000            | 172/2400           | 1.570              | 148                     | 20"9               | 9.9                      | 05/78-08/79        | 36.874             |
| 300 TD                                 | 123.190            | OM617D30 (617.912)  | 2998               | Iniezione con precamera | 88/4400            | 172/2400           | 1.570              | 155                     | 18"9               | 9.9                      | 09/79-09/81        | 36.874             |
| 300 TD                                 | 123.190            | OM617D30 (617.912)  | 2998               | Iniezione con precamera | 88/4400            | 172/2400           | 1.570              | 155                     | 18"9               | 9.3                      | 10/81-01/86        | 36.874             |
| 300 TD Turbodiesel (solo USA e Italia) | 123.193            | OM617D30A (617.952) | 2998               | Iniezione con precamera | 125/4350           | 250/2400           | 1.620              | 165                     | 15"                | 9.9                      | 10/80-08/81        | 28.219             |
| 300 TD Turbodiesel (solo USA e Italia) | 123.193            | OM617D30A (617.952) | 2998               | Iniezione con precamera | 125/4350           | 250/2400           | 1.620              | 165                     | 15"                | 9.8                      | 09/81-01/86        | 28.219             |

| Modello                       | Telaio             | Motore              | Cilindrata         | Alimentazione           | Potenza (CV/rpm)   | Coppia (Nm/rpm)    | Massa a vuoto      | Velocità massima (Km/h) | 0–100 km/h(s)      | Consumo medio (l/100 km) | Anni di produzione | Esemplari prodotti |
| Versioni a benzina            | Versioni a benzina | Versioni a benzina  | Versioni a benzina | Versioni a benzina      | Versioni a benzina | Versioni a benzina | Versioni a benzina | Versioni a benzina      | Versioni a benzina | Versioni a benzina       | Versioni a benzina | Versioni a benzina |
| ----------------------------- | ------------------ | ------------------- | ------------------ | ----------------------- | ------------------ | ------------------ | ------------------ | ----------------------- | ------------------ | ------------------------ | ------------------ | ------------------ |
| 230 C                         | 123.043            | M115V23 (115.954)   | 2307               | Carburatore             | 109/4800           | 186/2500           | 1.375              | 170                     | 13"7               | 12.1                     | 06/77-06/80        | 18.675             |
| 230 CE                        | 123.243            | M102E23 (102.980)   | 2299               | Iniezione               | 136/5100           | 205/3500           | 1.380              | 180                     | 11"5               | 10.5                     | 04/80-09/85        | 29.858             |
| 280 C                         | 123.050            | M110V28 (110.923)   | 2746               | Carburatore             | 156/5500           | 223/4000           | 1.445              | 190                     | 10"6               | 13.2                     | 04/77-03/80        | 3.704              |
| 280 CE                        | 123.053            | M110E28 (110.984)   | 2746               | Iniezione               | 177/6000           | 234/4500           | 1.460              | 200                     | 9"9                | 13.1                     | 04/77-03/78        | 32.138             |
| 280 CE                        | 123.053            | M110E28 (110.988)   | 2746               | Iniezione               | 185/5800           | 240/4500           | 1.460              | 200                     | 9"9                | 13.1                     | 04/78-09/81        | 32.138             |
| 280 CE                        | 123.053            | M110E28 (110.988)   | 2746               | Iniezione               | 185/5800           | 240/4500           | 1.460              | 200                     | 9"9                | 12                       | 10/81-08/85        | 32.138             |
| Versioni diesel (solo USA)    |                    |                     |                    |                         |                    |                    |                    |                         |                    |                          |                    |                    |
| 300 CD                        | 123.150            | OM617D30 (617.912)  | 3005               | Iniezione con precamera | 80/4000            | 172/2400           | 1.550              | 143                     | 20"8               | 11.5                     | 09/77-08/79        | 7.502              |
| 300 CD                        | 123.150            | OM617D30 (617.912)  | 2998               | Iniezione con precamera | 88/4400            | 172/2400           | 1.550              | 150                     | 19"2               | 8.7                      | 09/79-08/81        | 7.502              |
| 300 CD Turbodiesel (solo USA) | 123.153            | OM617D30A (617.952) | 2998               | Iniezione con precamera | 125/4350           | 250/2400           | 1.625              | 165                     | 14"                | -                        | 07/81-09/82        | 8.007              |
| 300 CD Turbodiesel (solo USA) | 123.153            | OM617D30A (617.952) | 2998               | Iniezione con precamera | 125/4350           | 250/2400           | 1.625              | 170                     | 14"                | -                        | 10/82-08/85        | 8.007              |

| Modello   | Telaio  | Motore             | Cilindrata | Alimentazione           | Potenza (CV/rpm) | Coppia (Nm/rpm) | Massa a vuoto | Velocità massima (Km/h) | 0–100 km/h(s) | Consumo medio (l/100 km) | Anni di produzione | Esemplari prodotti |
| --------- | ------- | ------------------ | ---------- | ----------------------- | ---------------- | --------------- | ------------- | ----------------------- | ------------- | ------------------------ | ------------------ | ------------------ |
| 250 Lang  | 123.028 | M123V25 (123.920)  | 2525       | Carburatore             | 129/5500         | 196/3500        | 1.570         | 185                     | 11"3          | 12.9                     | 09/77-08/79        | 8.068              |
| 250 Lang  | 123.028 | M123V25 (123.921)  | 2525       | Carburatore             | 140/5500         | 200/3500        | 1.570         | 185                     | 11"3          | 12.9                     | 09/79-09/81        | 8.068              |
| 250 Lang  | 123.028 | M123V25 (123.921)  | 2525       | Carburatore             | 140/5500         | 200/3500        | 1.570         | 185                     | 11"3          | 11.7                     | 10/81-12/85        | 8.068              |
| 240D Lang | 123.125 | OM616D24 (616.916) | 2404       | Iniezione con precamera | 65/4200          | 137/2400        | 1.585         | 138                     | 24"6          | 9.3                      | 09/77-08/78        | 5.000              |
| 240D Lang | 123.125 | OM616D24 (616.912) | 2399       | Iniezione con precamera | 72/4400          | 137/2400        | 1.585         | 143                     | 22"           | 9.3                      | 08/78-09/81        | 5.000              |
| 240D Lang | 123.125 | OM616D24 (616.912) | 2399       | Iniezione con precamera | 72/4400          | 137/2400        | 1.585         | 143                     | 22"           | 8.9                      | 10/81-11/85        | 5.000              |
| 300D Lang | 123.132 | OM617D30 (617.912) | 3005       | Iniezione con precamera | 80/4000          | 172/2400        | 1.450         | 148                     | 19"9          | 10.9                     | 09/77-08/79        | 7.281              |
| 300D Lang | 123.132 | OM617D30 (617.912) | 2998       | Iniezione con precamera | 88/4400          | 172/2400        | 1.450         | 155                     | 17"8          | 10.9                     | 09/79-09/81        | 7.281              |
| 300D Lang | 123.132 | OM617D30 (617.912) | 2998       | Iniezione con precamera | 88/4400          | 172/2400        | 1.450         | 155                     | 17"8          | 9.4                      | 10/81-11/85        | 7.281              |

## Gli optional
In base al paese di destinazione, la configurazione di serie poteva essere differente e comunque potevano essere aggiunti o modificati componenti. Ad esempio, per il Giappone e l'Arabia Saudita, vi era un indicatore di velocità massima consentita dal codice della strada locale, per il mercato U.S.A. vi era la spia per il mancato attacco delle cinture di sicurezza, l'antenna automatica non era disponibile per cui veniva installato un ulteriore interruttore per alzarla e abbassarla. Per alcun stati dove la disponibilità di carburante ad alto numero di ottani era limitata, vi era il motore con ridotta compressione.
Le versioni fin dall'origine destinate ad uso taxi/automediche/polizia/pompieri/auto per televisioni (ZDF) avevano optional e allestimenti di serie differenti. La vernice per i taxi era esclusiva per questi, i veicoli della polizia avevano le tasche laterali con serratura, tutte avevano una plancia differente e l'impianto di riscaldamento ad una zona, con bocchette rettangolari (tipo w126) centrali, i posacenere posteriori dei taxi erano più grandi e posizionati più in alto.
I veicoli venduti per il nord Europa erano di serie sprovvisti di aria condizionata e montavano un radiatore dell'acqua dalle dimensioni ridotte. I particolari elettronici e optional erano comunque ridotti ai minimi termini. Per i veicoli dedicati ai paesi caldi le vetture invece erano dotate di aria condizionata e optional di ogni tipo. Da notare che sulle macchine prodotte in serie con il tettuccio apribile non era montata di serie l'aria condizionata.
Nel restyling del 1982, riconoscibile per la presenza di fari anteriori quadrangolari anziché circolari, va ricordato l'introduzione di serie del riscaldamento dell'abitacolo a zone. Il passeggero ed il conducente potevano, con due manopole distinte illuminate a mezzo di micro-lampadine e fibra ottica, regolarsi una diversa temperatura di riscaldamento e sempre di serie veniva montato un cambio a 5 rapporti in sostituzione del 4 rapporti manuale.
Tutti i modelli esportati negli USA venivano equipaggiati con paraurti maggiorati e fari anteriori con parabole modificate per rispettare le normative americane. Per il mercato americano venivano prodotte solo motorizzazioni 240d, 300d turbo o aspirate, 280E depotenziati e opportunamente modificati per rispettare le normative antinquinamento.
I motori diesel montati sulle w123 e sulle precedenti w114/w115, detengono numerosi record di km percorsi. Esiste  una W115 mod 240d conservata al museo di Stoccarda, appartenuta ad un tassista greco, che ha percorso 4.200.000 km.

## Attività sportiva
Limitatamente alla seconda metà degli anni settanta sono stati approntati alcuni esemplari di Mercedes-Benz W123 con carrozzeria berlina e coupé, destinati all'impiego in alcune competizioni. Tali esemplari montavano tutti il 2.8 ad iniezione
Nel 1977 una 280E berlina si aggiudica la prima e seconda posizione nella Maratona Londra-Sydney.
Vi furono anche altre partecipazioni della W123 ad altre competizioni, per esempio il Safari-Rally del 1978 e del 1979. In questa seconda edizione, la W123 non arrivò oltre l'11º posto con il pilota Joginder Singh.
Degna di nota è anche la partecipazione di una 280E al Rally Codasur.